# Usharia ancora
Usharia ancora är en insektsart som beskrevs av Zhang och Qin 2005. Usharia ancora ingår i släktet Usharia och familjen dvärgstritar. Inga underarter finns listade i Catalogue of Life.